# Arietocometes
Arietocometes is een kevergeslacht uit de familie van de boktorren (Cerambycidae). De wetenschappelijke naam van het geslacht werd voor het eerst geldig gepubliceerd in 2009 door Santos-Silva & Tavakilian.

## Soorten
Arietocometes omvat de volgende soorten:
- Arietocometes apicalis (Waterhouse, 1880)
- Arietocometes giesberti (Hovore & Santos-Silva, 2007)
- Arietocometes nearnsi (Hovore & Santos-Silva, 2007)
- Arietocometes rileyi (Hovore & Santos-Silva, 2007)
- Arietocometes violaceicollis (Villiers, 1958)
- Arietocometes wappesi (Santos-Silva & Martins, 2004)